# Indusium
Het indusium bedekt de sori van een aantal soorten varens behorend tot de Polypodiopsida. Het dient ter bescherming van de onvolgroeide sporangia. Bij de Nederlandse varens heeft het (indien aanwezig) de vorm van een dun dekvliesje. 
Het indusium kan ook andere vormen hebben, zoals
- tweelippig (geslacht Hymenophyllum s.l.)
- trechtervormig (geslacht Trichomanes s.l.)
- schotelvormig (sommige boomvarens)

Veel voorkomende vormen van het dekvliesje zijn:
- Rond en in het midden aangehecht, zoals bij de naaldvaren met
  - Gladde rand, zoals bij de stijve naaldvaren
  - Gefranjerde rand, zoals bij de zachte naaldvaren
- Niervormig en bij de insnijding aangehecht, zoals bij de niervarens
- Langwerpig- tot lijnvormig, de langerekte of gebogen vorm van de sorus volgend: bij het dubbelloof, in het geslacht streepvaren, bij de wijfjesvaren, bij de adelaarsvaren

Indien er geen echt dekvliesje aanwezig is maar de sporenhoopjes beschermd worden door de omgekrulde en al dan niet vliezige bladrand, spreekt men van een pseudo-indisium, zoals bij de geslachten venushaar en Cheilanthes.

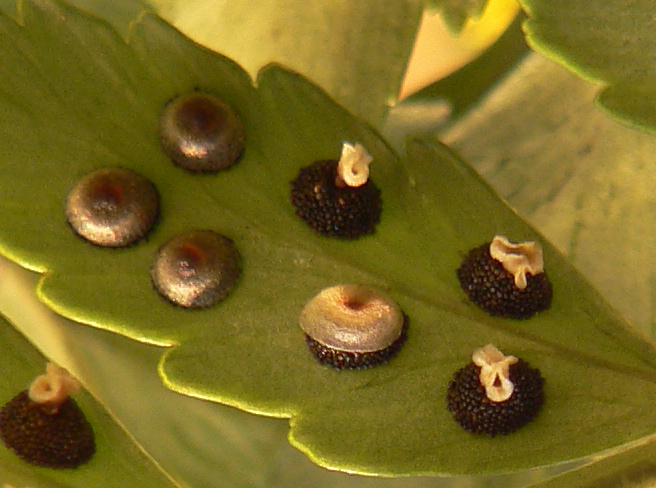
schildvormig dekvliesje met centrale aanhechting (naaldvaren)
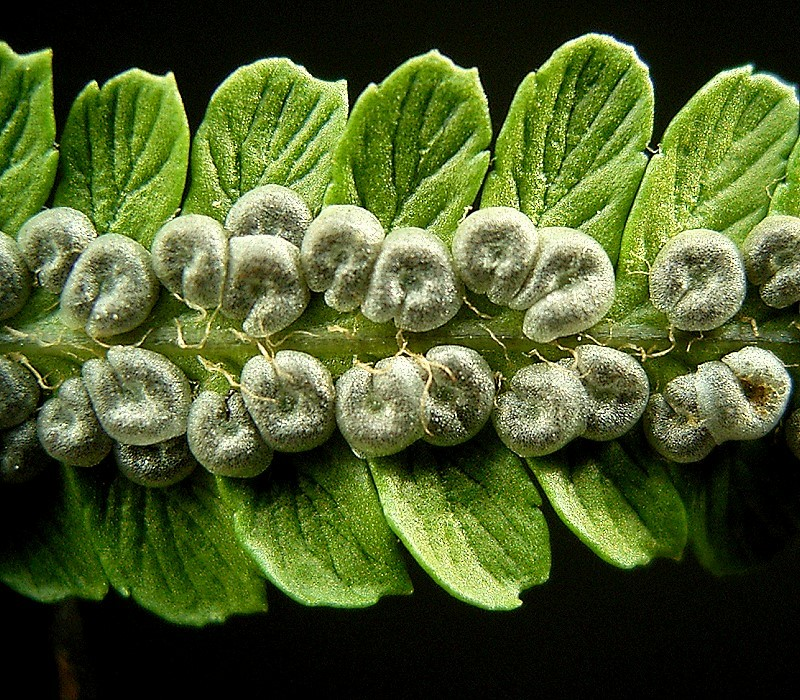
niervormige dekvliesje (mannetjesvaren)
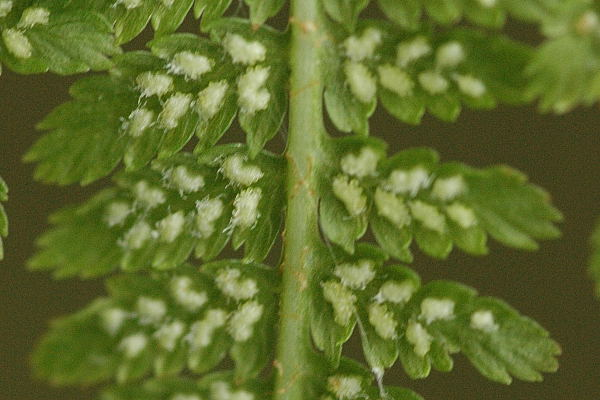
kromme dekvliesjes (wijfjesvaren)
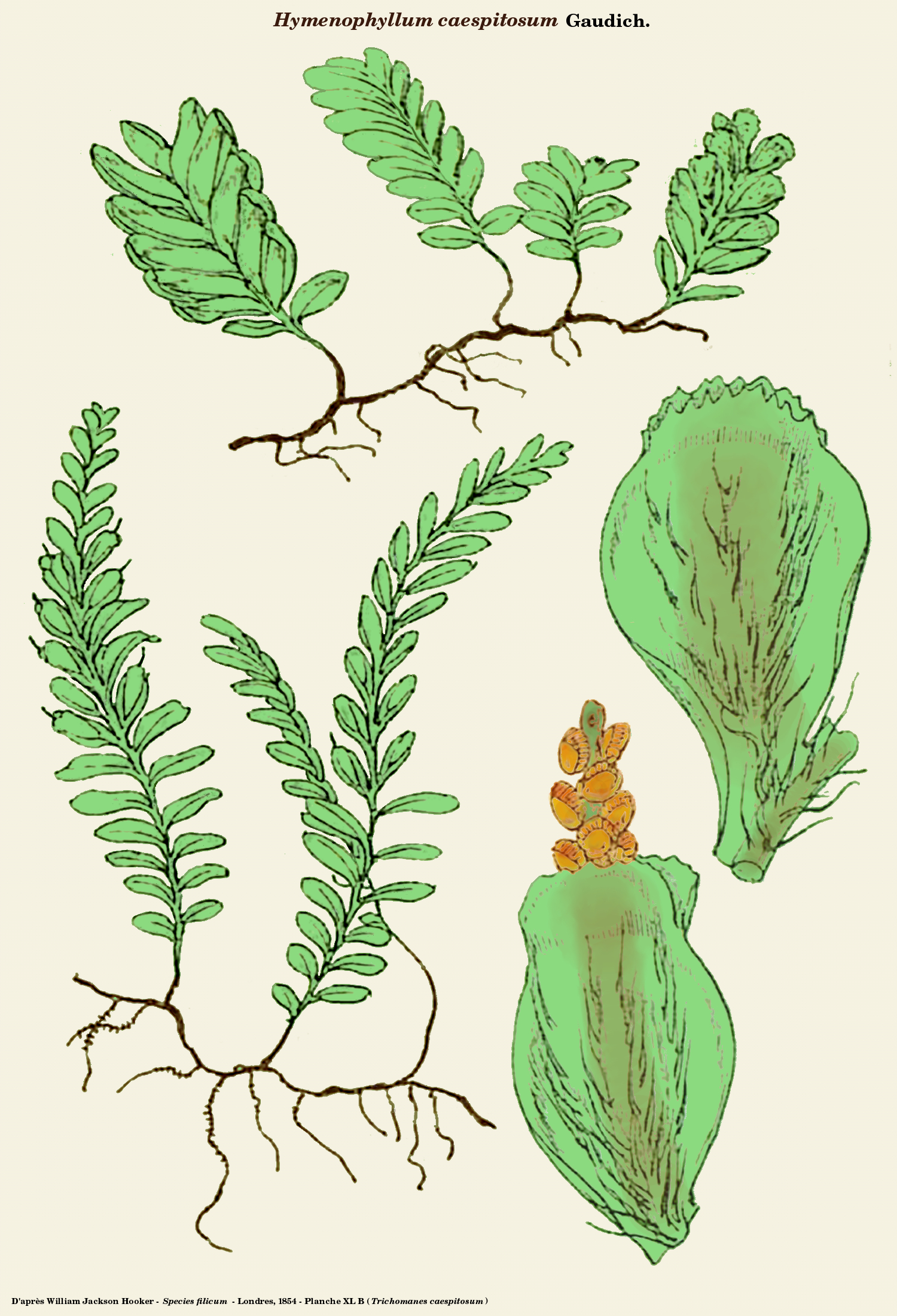
tweelippig, beursvormig indusium (Hymenophyllum)
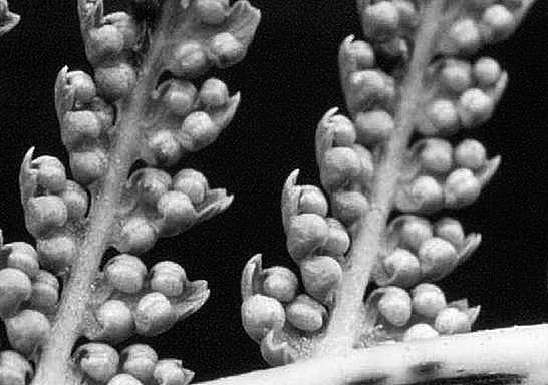
urnvormig indusium (Dicksonia antarctica)
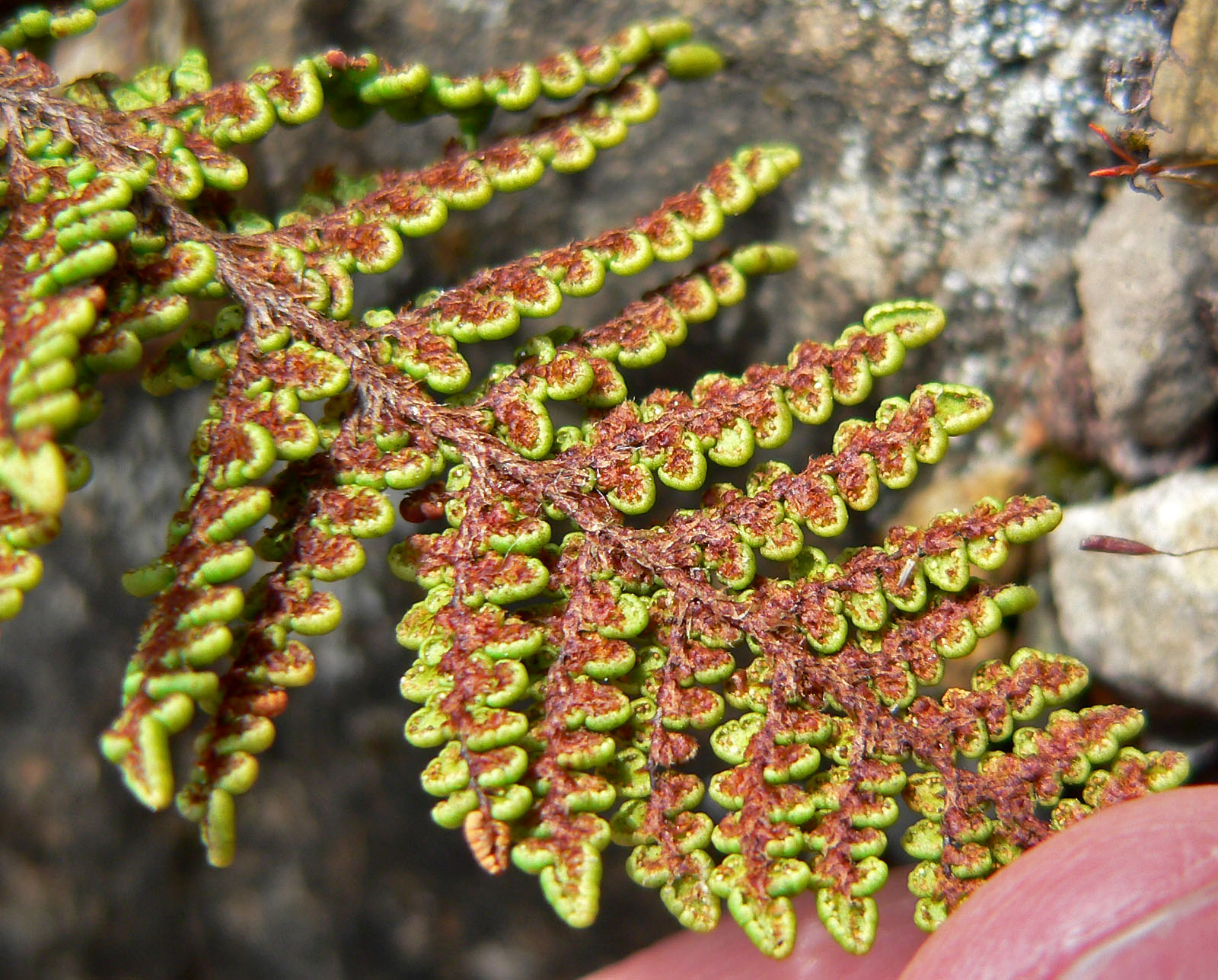
Sori beschermd door een pseudoindusium bij Cheilanthes clevelandii
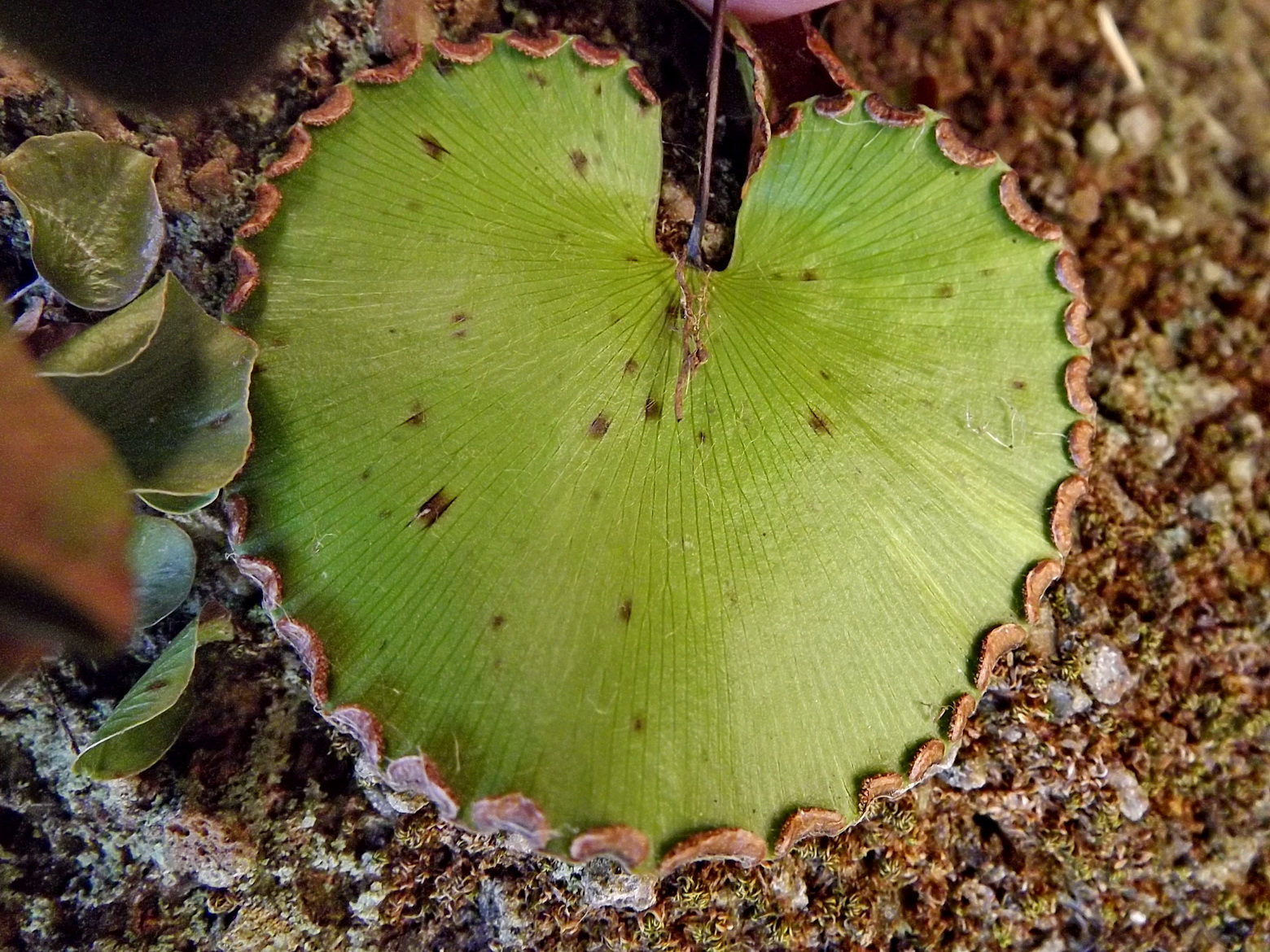
pseusoindusia gevormd uit een teruggebogen flapje van de bladrand (Adiantum reniforme)